# Лук широкочехольный
Лук широкочехольный (лат. Allium platyspathum) — многолетнее травянистое растение, вид рода Лук (Allium) семейства Луковые (Alliaceae).

## Распространение и экология
В природе ареал вида охватывает Центральную Азию.
Произрастает в альпийском и субальпийском поясе гор.

## Ботаническое описание
Луковицы почти цилиндрические, диаметром 1—2 см, с внутренними плёнчатыми белыми, наружными чёрно-бурыми бумагоббразными оболочками, по 1—3 прикреплены к вертикальному корневищу. Стебель высотой 10—70 см, при основании или до половины одетый гладкими влагалищами листьев.
Листья в числе 2—6, линейные, шириной 3—17 мм, плоские, тупые, гладкие или реже по краю шероховатые, равны или немного длиннее стебля.
Чехол коротко заострённый, иногда окрашенный, немного короче зонтика, остающийся. Зонтик полушаровидный или шаровидный, многоцветковый, густой. Листочки широко-колокольчатого околоцветника розовые с малозаметной жилкой, блестящие, длиной б—8 мм, почти равные, ланцетные или линейно-ланцетные, туповатые или островатые. Нити тычинок немного короче или до полутора раз длиннее листочков околоцветника, при самом основании между собой и с околоцветником сросшиеся, равные, цельные, шиловидные. Столбик сильно выдается из околоцветника.
Коробочка в полтора раза короче околоцветника.

## Таксономия
Вид Лук широкочехольный входит в род Лук (Allium) семейства Луковые (Alliaceae) порядка Спаржецветные (Asparagales).
|  |                                      |  |                                                             |                                                             |                   |  | ещё 24 семейства (согласно Системе APG II) | ещё 24 семейства (согласно Системе APG II) |                         |  |  |  | ещё более 870 видов |
|  |                                      |  |                                                             |                                                             |                   |  | ещё 24 семейства (согласно Системе APG II) | ещё 24 семейства (согласно Системе APG II) |                         |  |  |  | ещё более 870 видов |
|  |                                      |  |                                                             | порядок Спаржецветные                                       |                   |  |                                            |                                            | род Лук                 |  |  |  |                     |
|  |                                      |  |                                                             | порядок Спаржецветные                                       |                   |  |                                            |                                            | род Лук                 |  |  |  |                     |
|  | отдел Цветковые, или Покрытосеменные |  |                                                             |                                                             | семейство Луковые |  |                                            |                                            | вид Лук широкочехольный |  |  |  |                     |
|  | отдел Цветковые, или Покрытосеменные |  |                                                             |                                                             | семейство Луковые |  |                                            |                                            |                         |  |  |  |                     |
|  |                                      |  | ещё 44 порядка цветковых растений (согласно Системе APG II) | ещё 44 порядка цветковых растений (согласно Системе APG II) |                   |  |                                            | ещё около 300 родов                        | ещё около 300 родов     |  |  |  |                     |
|  |                                      |  |                                                             | ещё 44 порядка цветковых растений (согласно Системе APG II) |                   |  |                                            |                                            | ещё около 300 родов     |  |  |  |                     |